# 下藏科乡
下藏科乡，是中华人民共和国青海省果洛藏族自治州甘德县下辖的一个乡镇级行政单位。

## 行政区划
下藏科乡下辖以下地区：
旦库牧委会、江千牧委会、洞索牧委会和科赛牧委会。